# Andrea Cardamone
Andrea Cardamone (Tramonti, 10 novembre 1729 – Rossano, 29 maggio 1800) è stato un arcivescovo cattolico italiano.

## Biografia
Nacque a Tramonti il 10 novembre 1729. Laureato in teologia, in diritto civile e in diritto canonico, il 23 dicembre 1752 fu ordinato sacerdote, divenne anche Arciprete di Tramonti. Dal 1763 al 1778 fu vicario generale delle diocesi di Conversano, di Chieti, di Squillace e di Cosenza. Il 20 luglio 1778 fu nominato arcivescovo di Rossano da papa Pio VI e consacrato il 25 luglio dello stesso anno dal cardinale Francesco Saverio de Zelada. Morì a Rossano il 29 maggio 1800.

## Genealogia episcopale
La genealogia episcopale è:
- Cardinale Scipione Rebiba
- Cardinale Giulio Antonio Santori
- Cardinale Girolamo Bernerio, O.P.
- Arcivescovo Galeazzo Sanvitale
- Cardinale Ludovico Ludovisi
- Cardinale Luigi Caetani
- Cardinale Ulderico Carpegna
- Cardinale Paluzzo Paluzzi Altieri degli Albertoni
- Papa Benedetto XIII
- Papa Benedetto XIV
- Papa Clemente XIII
- Cardinale Francesco Saverio de Zelada
- Arcivescovo Andrea Cardamone